# Spermacoce dussii
Spermacoce dussii är en måreväxtart som först beskrevs av Paul Carpenter Standley, och fick sitt nu gällande namn av Howard. Spermacoce dussii ingår i släktet Spermacoce och familjen måreväxter. Inga underarter finns listade i Catalogue of Life.